# Xylopia parviflora
Xylopia parviflora Spruce – gatunek rośliny z rodziny flaszowcowatych (Annonaceae Juss.). Występuje naturalnie w północnej części Ameryki Południowej oraz w Afryce Zachodniej, Środkowej i Wschodniej. 

## Morfologia
PokrójZimozielone drzewo dorastające do 5 m wysokości.
LiścieMają eliptyczny kształt. Mierzą 2,5–3,5 cm długości oraz 0,5–1 szerokości. Nasada liścia jest ostrokątna. Wierzchołek jest spiczasty. Są prawie siedzące.

## Biologia i ekologia
Rośnie w wiecznie zielonych lasach. Występuje na wysokości do 1300 m n.p.m.